# Célula do nevo
As células de nevo são uma variante dos melanócitos. Elas são maiores do que os melanócitos típicos, não têm dendritos e têm citoplasma  abundante com grânulos grossos. Elas geralmente ficam na junção dermoepidérmica ou na derme da pele. As células do nevo dérmico podem ser ainda classificadas: células do nevo dérmico do tipo A (epitelióide) amadurecem em células do nevo dérmico do tipo B (linfocitóide) que amadurecem posteriormente em células do nevo dérmico do tipo C (neuroide), por meio de um processo que envolve a migração para baixo.
As células do nevo são o principal componente dos nevos melanocítico.
As células de nevo também podem ser encontradas nos linfonodos e no timo.